# Pete Reed
Peter "Pete" Reed (OBE) (født 27. juli 1981 i Seattle, Washington, USA) er en engelsk tidligere roer, tredobbelt olympisk guldvinder og femdobbelt verdensmester.

## Karriere
Reed blev født i USA af engelske forældre, der flyttede tilbage til England kort efter hans fødsel. Han begyndte at ro som 21-årig.
Reed vandt en guldmedalje ved OL 2008 i Beijing, som del af den britiske firer uden styrmand. Bådens øvrige besætning var Steve Williams, Tom James og Andrew Triggs Hodge. Fire år senere, ved OL 2012 i London, vandt han sin anden guldmedalje i disciplinen, denne gang sammen med Triggs Hodge, James og Alex Gregory. Ved OL 2016 i Rio de Janeiro sikrede han sig sin tredje OL-guldmedalje, denne gang som del af briternes otter. Det var de eneste tre udgaver af OL Reed deltog i, og han vandt dermed guld i samtlige sine olympiske optrædener.
Reed vandt desuden hele fem VM-guldmedaljer gennem karrieren, to i firer uden styrmand (2005 og 2006) og tre i otter (2013, 2014 og 2015). Det blev desuden til to EM-medaljer, en sølv- og en bronzemedalje i otter.
I 2018 annoncerede Reed sit karrierestop.

## Resultater

### OL-medaljer
- 2008:  Guld i firer uden styrmand
- 2012:  Guld i firer uden styrmand
- 2016:  Guld i otter

### VM-medaljer
- VM i roning 2005:  Guld i firer uden styrmand
- VM i roning 2006:  Guld i firer uden styrmand
- VM i roning 2013:  Guld i otter
- VM i roning 2014:  Guld i otter
- VM i roning 2015:  Guld i otter
- VM i roning 2009:  Sølv i toer uden styrmand
- VM i roning 2010:  Sølv i toer uden styrmand
- VM i roning 2011:  Sølv i toer uden styrmand

### EM-medaljer
- EM i roning 2015:  Sølv i otter
- EM i roning 2014:  Bronze i otter